# لينارت أبيرج
لينارت أبيرج (بالسويدية: Lennart Åberg)‏ هو عازف ساكسفون سويدي، ولد في 26 فبراير 1942 في هلسينغبورغ في السويد.

## وصلات خارجية
- لينارت أبيرج على موقع IMDb (الإنجليزية)
- لينارت أبيرج على موقع ميوزك برينز (الإنجليزية)
- لينارت أبيرج على موقع قاعدة بيانات الأفلام السويدية (السويدية)
- لينارت أبيرج على موقع أول ميوزيك (الإنجليزية)
- لينارت أبيرج على موقع ديسكوغز (الإنجليزية)
- لينارت أبيرج على موقع كينوبويسك (الروسية)